# Mise of Amiens

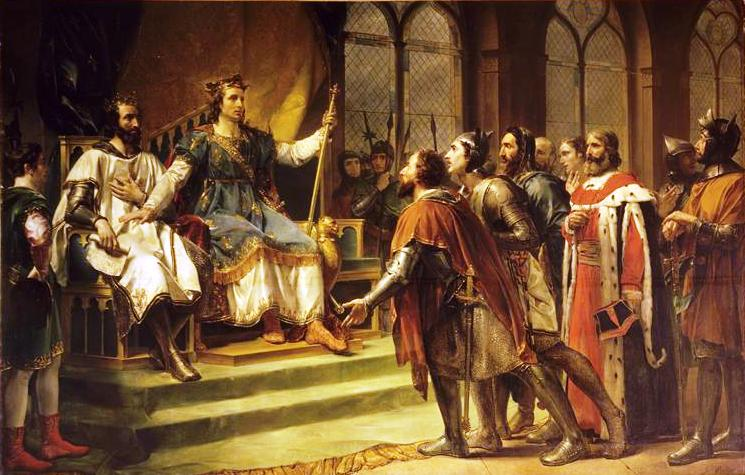
Ludwig IX. verkündete den Schiedsspruch von Amiens. Historisierendes Gemälde von Georges Rouget (1820)

Der Mise of Amiens (französisch Dit d’Amiens ‚Spruch von Amiens‘) aus dem Jahr 1264 war ein Versuch, den Verfassungskonflikt zwischen König Heinrich III. von England und der Opposition englischer Barone um Simon de Montfort, 6. Earl of Leicester friedlich beizulegen.

## Hintergrund
Im Sommer 1258 erzwangen die englischen Barone, angeführt von Simon de Montfort, von König Heinrich III. die eidliche Anerkennung der Provisions of Oxford, in denen der König den Baronen weitreichende politische Zugeständnisse einräumen musste. Die Beschlüsse von Oxford wurden 1259 mit den Provisions of Westminster erweitert. Mit der Unterstützung Papst Alexanders IV. versuchte der König diese ihm abgerungenen Reformbestimmungen zu revidieren. 1261 entband ihn der Papst von seinem Eid und 1263 erklärte Papst Urban IV. die Provisions of Oxford für ungültig. Dies führte den König in einen Verfassungskonflikt mit den Baronen, der sich allmählich zu einem Bürgerkrieg, dem Zweiten Krieg der Barone, zuspitzte.
Um eine bewaffnete Konfrontation abzuwenden, einigten sich die Streitparteien darauf, den als Friedensstifter anerkannten französischen König Ludwig IX. (Saint Louis) um einen Schiedsspruch in dieser Angelegenheit zu ersuchen. Im September 1262 hatte dieser noch überraschend der im Juli getroffenen Einigung zwischen Heinrich III. und den Rebellen unter Montfort sowie der  erneuten Anerkennung der Provisions of Oxford zugestimmt. Die Unterstützung Montforts durch die Barone ließ jedoch in den nächsten Monaten stark nach, während der König wieder an Macht gewann. Montfort war dadurch gezwungen, am 1. November einen mit Richard von Cornwall, dem Bruder des Königs, ausgehandelten Waffenstillstand zu schließen, nachdem der König die Provisions anerkennen würde, wenn der französische König ihnen erneut zustimmen würde.

## Der Urteilsspruch
Am 28. Dezember reiste Heinrich III. wieder nach Frankreich, wo für den 23. Januar 1264 in Amiens das Treffen zwischen ihm und der Delegation der Barone vor dem französischen König anberaumt war. Montfort selbst musste seine Teilnahme absagen, da er auf dem Weg zu seinem Schiff bei Catesby vom Pferd fiel und sich einen Oberschenkelknochen brach. Die Partei der Barone wurde stattdessen von seinem Sohn Henry und von Humphrey V. de Bohun vertreten. Beide Seiten brachten ausgearbeitete Darstellungen ihrer Ansprüche vor. In seinem Schiedsspruch lehnte der französische König dieses Mal die Provisions entschieden ab und sprach Heinrich III. das Recht zu, seine Minister nach seinem Willen zu ernennen. Er erklärte auch alle nach 1258 dem englischen König abgenötigten Verträge für null und nichtig. Sie hätten der englischen Krone an Macht und Ehre beraubt und dem Land Unfriede gebracht. Er verbot die weitere auf den Provisions basierende Gesetzgebung und forderte die englischen Barone dazu auf, ihrem König alle gehaltenen festen Plätze zu übergeben. Damit war der Urteilsspruch eine klare Bestätigung der Position des englischen Königs. Allerdings erklärte Ludwig IX. dazu auch, dass alle Chartas und Freibriefe, die vor 1258 ausgestellt wurden, also auch die Magna Carta, von diesem Urteil nicht betroffen seien. Dazu sollte eine allgemeine Amnestie für alles bisher Geschehene ausgesprochen werden, womit die Barone für die Vergehen begnadigt wurden, die zur Verteidigung der Provisions of Oxford begangen hatten. Montforts unfallbedingte Abwesenheit konnte den Ausgang nicht beeinflusst haben, so dass Heinrich III. scheinbar einen klaren Sieg errungen hatte. Das Urteil wurde im März 1264 auch von Papst Urban IV. anerkannt.

## Folgen
Das Urteil stieß bei den Anhängern Montforts sofort auf Ablehnung. Noch bevor Heinrich III. nach England zurückgekehrt war, hatte Montfort seine Anhänger zum Kampf gegen ihn aufgerufen, ihnen blieb nur die Wahl zwischen bewaffneter Rebellion oder die völlige Unterwerfung durch den König. In England kam es zu Unruhen, Gesetzlosigkeit und zahlreichen lokalen Fehden, in denen sich die seit 1258 angestauten Aggressionen entluden. Im offenen Kampf gegen den König errangen die von Monfort geführten Barone am 14. Mai 1264 in der Schlacht von Lewes einen vollständigen Sieg über den König. Im Dezember 1264 rief daraufhin Montfort das nach ihm benannte De Montfort’s Parliament aus, welches am 20. Januar 1265 erstmals zusammentraf. Somit war das erste allumfassende Parlament der europäischen Geschichte gebildet. Doch bereits im Mai kam es zu neuen Kämpfen, und im August 1265 fiel Montfort gegen die Königlichen unter dem Kronprinzen Eduard Plantagenet in der Schlacht von Evesham.

## Bewertung
Die Beweggründe der Parteien, besonders für Montfort, den Urteilsspruch des französischen Königs zu ersuchen werden in der Geschichtsforschung kontrovers diskutiert. Schon den Zeitgenossen war durchaus bewusst, dass König Ludwig IX. in dieser Angelegenheit alles andere als ein neutraler Schiedsrichter sein konnte. Zum einen waren er und Heinrich III. über ihre Frauen miteinander verschwägert. Vor dem Schiedsspruch wurde er durch die Diplomatie von Königin Eleonore, die seit September 1262 in Frankreich war, und durch die Unterstützung des Papstes für Heinrich III. beeinflusst. Die Gewissheit, dass die Mehrheit der englischen Magnaten Heinrich III. unterstützte sowie die Empörung Ludwigs IX. über die Angriffe der Anhänger Montforts auf Angehörige des Klerus haben sicher zu seiner Entscheidung beigetragen. Dazu war Ludwig IX. als Mehrer des Königtums bekannt, der in seiner Herrschaftszeit die regierende und gesetzgebende Gewalt der französischen Krone gegenüber den eigenen Vasallen deutlich zur Geltung gebracht hatte – eine Haltung, die den Motiven der englischen Opposition entgegenstand, die von ihrem König eine Teilung der Macht erreichen wollte. Etwas anderes als ein Urteil zugunsten seines englischen Amtskollegen wäre von Ludwig IX. nicht zu erwarten gewesen. Vermutlich aber hatte Montfort darauf spekuliert, um dadurch König Heinrichs III. Ansehen unter dem mit ihm noch sympathisierenden Baronen Englands zu schaden, indem der König seine Schwäche gegenüber seinen Gegnern offenbarte und gegen sie bei einem ausländischen Monarchen um Hilfe ersuchen musste. Zugleich aber könnte Montfort sich und seine Partei als einziger Wahrer einer unabhängigen Politik Englands gegenüber dem Papst und dem König von Frankreich positionieren.